# خوسيه عمر باستوريزا
خوسيه عمر باستوريزا (بالإسبانية: José Pastoriza)‏ مواليد 23 مايو 1942، كان لاعب وسط نادي إنديبندينتي وموناكو والمنتخب الأرجنتيني لكرة القدم، ومديرًا للعديد من الفرق بما في ذلك المنتخب الوطني الفنزويلي.

## المسيرة الكروية
ولد باستوريزا في مدينة روزاريو، وبدأ حياته الكروية مع نادي روزاريو سنترال لكنه اكتسب شهرة مع نادي أتليتيكو كولون. انتقل إلى نادي راسينج ثُم إلى نادي إنديبندينتي بعد 53 مباراة بسبب أداء الفريق الضعيف والوضع الاقتصادي غير المستقر. مكث 6 سنوات مع إنديبندينتي وفاز بثلاث بطولات في دوري الدرجة الأولى الأرجنتيني وكوبا ليبرتادوريس. في عام 1971 حصل على لاعب العام في الأرجنتين، التي تُمنح للاعب كرة القدم الأرجنتيني لهذا العام.
بعد موسم 1972 انتقل إلى موناكو الفرنسي، حيث اعتزل اللعب.

## الإدارة والتدريب
درّب باستوريزا عددًا من الأندية في الأرجنتين وكولومبيا والبرازيل وبوليفيا وإسبانيا، بالإضافة إلى منتخبي السلفادور وفنزويلا. بدأ باستوريزا مسيرته الإدارية في عام 1976 مع نادي إنديبندينتي الذي فاز فيه بثلاث بطولات دوري وطنية، وكأس ليبرتادوريس وكأس القارات في عام 1984. كما عمل مديرًا لنادي تاليريس كوردوبا. وعمل مديرًا للعديد من الأندية الأرجنتينية مثل نادي راسينغ ونادي بوكا جونيورز ونادي أرجنتينوس جونيورز. كان أول تعيين خارجي لباستوريزا في عام 1982، في النادي الكولومبي ديبورتيفو لوس ميلوناريوس. وعمل مديرًا للنادي البرازيلي فلومينينسي (1985) قبل عودته إلى الأرجنتين.
في عام 1992 عمل مديرًا لأتلتيكو مدريد الإسباني، وفي عام 1994 عمل مع نادي بوليفار البوليفي. أما على صعيد المنتخبات فقد عمل باستوريزا مدربًا لمنتخب السلفادور الوطني بين عامي 1995 و1996 ومنتخب فنزويلا بين عامي 1998 و2000.
في عام 2004 توفي في بوينس آيرس خلال فترة إدارته الخامسة لنادي إنديبندينتي. أصيب بنوبة قلبية في شقته، ولم يتمكن أطباء الطوارئ من إنقاذه. كان لدى باستوريزا تاريخ من المشاكل الصحية، انتهت بوفاته في يوم 2 أغسطس عام 2004م.
تم حجز جايرو كاستيلو لاعب إندبندنتي مرارا وتكرارا من قبل الحكم في مباريات عدة لإزالته قميصه للكشف عن تكريم باستوريزا. ونتيجة لذلك تقرر إضافة لقب «باتو» من باستوريزا إلى مجموعة إنديبندينتي الرسمية في عام 2004.

## الإحصائيات
المصدر.

### إحصائيات الأندية
| بيانات النادي | بيانات النادي       | بيانات النادي                 | الدوري | الدوري  | الكأس     | الكأس     | كأس الدوري           | كأس الدوري           | قارات                       | قارات                       | المجموع | المجموع |
| الموسم        | النادي              | الدوري                        | الظهور | الأهداف | الظهور    | الأهداف   | الظهور               | الأهداف              | الظهور                      | الأهداف                     | الظهور  | الأهداف |
| الأرجنتين     | الأرجنتين           | الأرجنتين                     | الدوري | الدوري  | الكأس     | الكأس     | كأس الدوري           | كأس الدوري           | كونميبول                    | كونميبول                    | المجموع | المجموع |
| ------------- | ------------------- | ----------------------------- | ------ | ------- | --------- | --------- | -------------------- | -------------------- | --------------------------- | --------------------------- | ------- | ------- |
| 1962          | نادي أتليتيكو كولون | دوري الدرجة الأولى الأرجنتيني | 0      | 0       | —         | —         | —                    | —                    | 0                           | 0                           | 0       | 0       |
| 1963          | نادي أتليتيكو كولون | دوري الدرجة الأولى الأرجنتيني | 0      | 0       | —         | —         | —                    | —                    | 0                           | 0                           | 0       | 0       |
| 1964          | نادي راسينغ         | دوري الدرجة الأولى الأرجنتيني | 24     | 0       | —         | —         | —                    | —                    |                             |                             |         |         |
| 1965          | نادي راسينغ         | دوري الدرجة الأولى الأرجنتيني | 29     | 2       | —         | —         | —                    | —                    |                             |                             |         |         |
| 1966          | إنديبندينتي         | دوري الدرجة الأولى الأرجنتيني | 24     | 1       | —         | —         | —                    | —                    |                             |                             |         |         |
| 1967          | إنديبندينتي         | دوري الدرجة الأولى الأرجنتيني | 25     | 2       | —         | —         | —                    | —                    |                             |                             |         |         |
| 1968          | إنديبندينتي         | دوري الدرجة الأولى الأرجنتيني | 22     | 2       | —         | —         | —                    | —                    |                             |                             |         |         |
| 1969          | إنديبندينتي         | دوري الدرجة الأولى الأرجنتيني | 31     | 7       | —         | —         | —                    | —                    |                             |                             |         |         |
| 1970          | إنديبندينتي         | دوري الدرجة الأولى الأرجنتيني | 21     | 1       | —         | —         | —                    | —                    |                             |                             |         |         |
| 1971          | إنديبندينتي         | دوري الدرجة الأولى الأرجنتيني | 46     | 15      | —         | —         | —                    | —                    |                             |                             |         |         |
| 1972          | إنديبندينتي         | دوري الدرجة الأولى الأرجنتيني | 14     | 2       | —         | —         | —                    | —                    |                             |                             |         |         |
| فرنسا         | فرنسا               | فرنسا                         | الدوري | الدوري  | كأس فرنسا | كأس فرنسا | كأس الرابطة الفرنسية | كأس الرابطة الفرنسية | الاتحاد الأوروبي لكرة القدم | الاتحاد الأوروبي لكرة القدم | المجموع | المجموع |
| 1972–73       | نادي موناكو         | الدرجة 1                      | 26     | 12      |           |           |                      |                      |                             |                             |         |         |
| 1972–73       | نادي موناكو         | الدرجة 1                      | 21     | 10      |           |           |                      |                      |                             |                             |         |         |
| 1974–75       | نادي موناكو         | الدرجة 1                      | 33     | 12      |           |           |                      |                      |                             |                             |         |         |
| 1975–76       | نادي موناكو         | الدرجة 1                      | 26     | 2       |           |           |                      |                      |                             |                             |         |         |
| المجموع       | الأرجنتين           | الأرجنتين                     | 236    | 32      | —         | —         | —                    | —                    |                             |                             |         |         |
| المجموع       | فرنسا               | فرنسا                         | 106    | 36      |           |           |                      |                      |                             |                             |         |         |
| الإجمالي      | الإجمالي            | الإجمالي                      | 342    | 68      |           |           |                      |                      |                             |                             |         |         |

### إحصائيات دولية
| منتخب الأرجنتين | منتخب الأرجنتين | منتخب الأرجنتين |
| العام           | الظهور          | الأهداف         |
| --------------- | --------------- | --------------- |
| 1970            | 2               | 0               |
| 1971            | 8               | 0               |
| 1972            | 6               | 1               |
| المجموع         | 16              | 1               |

## الإنجازات

### لاعب
إنديبندينتي
- الدوري الأرجنتيني (3): 1967، 1970، 1971.
- كوبا ليبرتادوريس (1): 1972.

### مدير
إنديبندينتي
- الدوري الأرجنتيني (3): 1977، 1978، 1983.
- كوبا ليبرتادوريس (1): 1984.
- كأس الإنتركونتيننتال (1): 1984.

### الفردية
- لاعب العام في الأرجنتين (1): 1971.

## روابط خارجية
- خوسيه عمر باستوريزا على موقع الاتحاد الدولي (مؤرشف)  (الإنجليزية)
- خوسيه عمر باستوريزا على موقع الاتحاد الأوربي (الإنجليزية)
- خوسيه عمر باستوريزا على موقع قاعدة بيانات كرة القدم.إي يو (الإنجليزية)
- خوسيه عمر باستوريزا على موقع ناشيونال فوتبول تيمز (الإنجليزية)
- خوسيه عمر باستوريزا على موقع عالم كرة القدم.نت (الإنجليزية)
- Goodbye, dear Pato at CONMEBOL على موقع واي باك مشين (نسخة محفوظة 2005-03-10) (باللغة الإسبانية)
- سيرة قصيرة (باللغة الإسبانية)